# Sovietizzazione

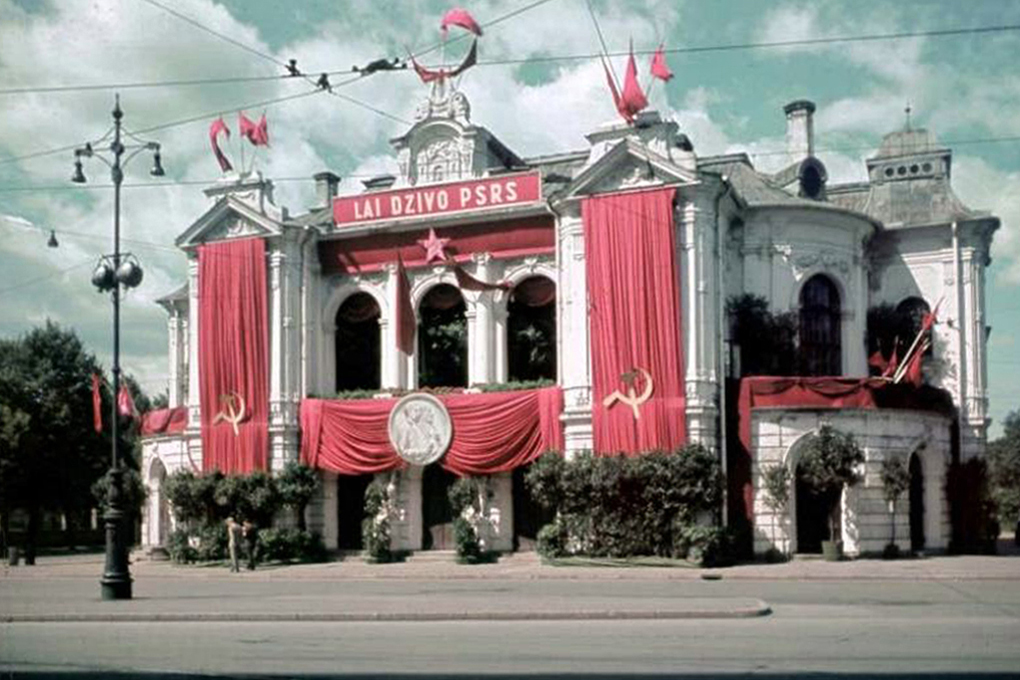
Latvian National Theatre (Teatro Nazionale lettone) decorato con simboli sovietici (falce e martello, stella rossa, bandiere rosse) e i ritratti di Lenin e di Stalin dopo l'occupazione sovietica della Lettonia nel 1940. Il testo in alto recita: “Lunga vita all'USSR!"

Sovietizzazione (in russo cоветизация?) è l'adozione di un sistema politico basato sul modello dei soviet (consiglio dei lavoratori) o l'adozione di un modello di vita, mentalità e cultura mutuati dall'Unione Sovietica. Questo spesso include l'adozione del latino o del cirillico, e talvolta anche della lingua russa.
In sé, il termine soviet come forma di auto-organizzazione che nacque durante la rivoluzione russa del 1905 era positivo di sua natura essendo associato a eguaglianza, giustizia, democrazia. Comunque, durante il periodo rivoluzionario del tardo 1917 e del colpo di stato bolscevico, i soviet subirono una trasformazione nota nella storia come bolscevizzazione dei Soviet durante la quale i Bolscevichi o "i rossi" divennero la forza trainante in questo movimento di auto-organizzazione. La bolscevizzazione dei Soviet condusse alla situazione di "Doppio potere" espressione che descriveva la situazione alla vigilia della rivoluzione di febbraio, la prima delle due rivoluzioni russe del 1917. Da quel momento il termine è stato associato esclusivamente al comunismo e allo stato bolscevico dell'Unione Sovietica.
Una notevole onda di Sovietizzazione (nella seconda accezione) ebbe luogo in Mongolia e successivamente durante e dopo la seconda guerra mondiale nell'Europa centrale (Cecoslovacchia, Germania Est, Ungheria, Polonia, ecc.). In un ampio senso, ciò comprendeva (volontariamente o involontariamente) l'adozione di istituzioni, leggi, abitudini, tradizioni simil-sovietiche e il modo di vivere sovietico, sia a livello nazionale sia in comunità minori.
Ciò fu generalmente promosso e accelerato dalla propaganda con lo scopo di creare un comune stile di vita in tutti gli stati all'interno della sfera d'influenza sovietica. In molti casi la sovietizzazione fu accompagnata anche una forzata "risistemazione" di ampie categorie di "nemici di classe" (Kulaki od osadnik, per esempio) nei campi di lavoro forzato e insediamenti obbligatori.
In senso stretto, il termine "sovietizzazione" è spesso applicato a cambiamenti sociali e di mentalità all'interno della popolazione dell'Unione Sovietica e dei suoi paesi satelliti che portò alla creazione del Nuovo uomo sovietico (secondo i suoi sostenitori) o Homo Sovieticus (secondo i suoi critici).